# Dolerus subarcticus
Dolerus subarcticus är en stekelart som beskrevs av Hellén 1956. Dolerus subarcticus ingår i släktet Dolerus, och familjen bladsteklar. Arten är reproducerande i Sverige.